# Tomislav Panenić
Tomislav Panenić (Nürtingen, 12. ožujka 1973.), bivši je ministar gospodarstva Republike Hrvatske u Vladi Tihomira Oreškovića.

## Životopis
Tomislav Panenić rođen je u Nürtingenu 12. ožujka 1973. godine. Magistrirao je na Ekonomskom fakultetu u Osijeku (Sveučilište Josipa Jurja Strossmayera), smjer marketing. Kasnije završava i studij poduzetništva na poslijediplomskom studiju istog fakulteta te stječe znanstveni naziv doktora znanosti. Dragovoljac je Domovinskog rata u razdoblju od 1991. do 1992. godine.
Od 2005. do 2013. godine bio je voditelj razvojne agencije Ureda za međunarodnu suradnju - TINTL. Dana 27. svibnja 2013. godine postaje načelnik Općine Tompojevci. Osim hrvatskoga govori i engleski i njemački.

## Vanjske poveznice
- Službene stranice Vlade RH